# Božo Udovičić
Božo Udovičić (Rašeljke, 26. rujna 1933. - Zagreb, 21. travnja 2022.) bio je inženjer, doktor tehničkih znanosti, sveučilišni profesor, znanstvenik i hrvatski akademik.
Bio je redoviti član Hrvatske akademije znanosti i umjetnosti.

## Životopis
Božo Udovičić rođen je u Rašeljkama, mjestu blizu Tomislavgrada. Za vrijeme Drugog svjetskog rata njegova obitelj napušta rodni kraj i sele se u Jakšić, mjesto nedaleko od Požege. 1946. godine završava osnovnu školu u Jakšiću, a 1954. Gimnaziju u Požegi. Nakon završene gimnazije dobiva stipenidiju od Nardodnog odbora općine Požega i kreće na studij u Zagreb. Diplomirao je 1959. godine na elektrotehničkom fakultetu u Zagrebu. Diplomski rad pisao je kod profesora Hrvoja Požara, a naslov diplomskog zadatka bio je Potrebna izgradnja termoelektrana u elektroenergetskom sistemu Jugoslavije. Kad je diplomirao profesor Požar mu je ponudio da ostane raditi kod njega u Institutu za elektroprivredu u Zagrebu. 1964. godine postaje zamjenikom šefa Grupe za elektroenergetske sisteme, a 1964. godine postaje šef. 1990. godine izabran je za Ministra energetike i industrije u Prvoj i Drugoj Vladi Republike Hrvatske. 1991. godine zapošljava se u Hrvatskoj gospodarskoj komori kao direktor Sektora za energetiku i industriju, a nakon toga, 1995. godine, postaje direktor Sektora za energetiku, zaštitu okoliša i sustav kvalitete u Hrvatskoj gospodarskoj komori. Umirovljen je 1. prosinca 1998. godine.

## Stručna znanstvena i nastavna karijera
Kroz svoj stručni i znanstveni rad akademik Udovičić objavio je ukupno 258 radova i to 25 radova u znanstvenim časopisima i 15 knjiga. Tijekom radnog vjeka sudjelovao je u izdradi 153 stručna rada. Kao autor izradio je 31 stručni rad, a ostale kao prvi, drugi ili treći koautor. Na međunarodnim skupovima sudjelovao je u 17 znanstvenih radova. Na međunarodnim skupovima održao je 15 pozivnih predavanja, a na domaćim skupovima preko 40 pozivnih predavanja. Među prvima na ovim prostorima slagledao je ekološke probleme vezane za energiju u svojoj knjizi Energija i okolina.
Radeći na problemima optimalizacije izgradnje i planiranja elektroenergetskog sustava, obranio je doktorsku disertaciju na Elektrotehničkom fakultetu u Zagrebu 1974. godine pod naslovom Neka poboljšanja metode konstantne i varijabilne energije za elektroenergetske analize. Nakon uspješne obrane doktorske disertacije i nakon dobrog plasmana u stručnim i znanstvenim krugovima, 1977. godine zamjenjuje profesora Požara na Fakultetu elektrotehnike, strojarstva i brodogradnje u Splitu. Svi predmeti bili su vezani za energetiku, elektroenergetiku i zaštitu okoliša. Nešto kasnije, 1980. godine preuzima i neka predavanja na Elektrotehničkom fakultetu u Zagrebu. Dosta kasnije, 1996. godine počinje s predavanjima na Elektrotehničkom fakultetu u Osijeku. 2002. godine prestaje s predavanjima na FESB-u u Splitu, a 2003. godine s predavanjima na FER-u.
1997. godine izabran je za redovitog člana Hrvatske akademije znanosti i umjetnosti.
U svojoj karijeri radio je na raznim odgovornim rukovodećim dužnostima u elektroenergetici. Danas je također na vrlo utjecajnim položajima u hrvatskoj energetici. Član je Upravnog odbora Hrvatskog energetskog društva, predsjednik Znanstvenog vijeća Energetskog instituta Hrvoje Požar, te predsjednik Znanstvenog vijeća za energetiku HAZU–a. Također je član još nekoliko upravnih vijeća i odbora, uglavnom vezanih za energetiku, tehnološki razvoj i održivost.

## Nagrade i priznanja
- Nagrada „Nikola Tesla”
- Nagrada grada Zagreba
- Nagrada „Josip Juraj Strossmayer”
- Nagrada „Hrvoje Požar”
- Priznanje Saveza rezervnih vojnih starješina
- Priznanje Elektroslavonije Osijek
- Plaketa JUKO CIGRÉ (Jugoslavenskog komiteta međunarodne konferencije za velike mreže)
- Priznanje Hrvatskog društva za promociju mikroelektronike i informatike (MIPRO)
- Priznanje Hrvatskog komiteta CIGRÉ

## Knjige
- Neka poboljšanja metode konstantne i varijabilne energije za elektroenergetske analize, Doktorska disertacija, Elektrotehnički fakultet, Zagreb, 1974.
- Elektroenergetika, Školska knjiga, Zagreb, 1983.
- Energetski resursi i razvoj energetike u Hrvatskoj, (dio u knjizi: Razvoj elektrifikacije Hrvatske, II. dio), Zagreb, 1985.
- Energija i izvori energije, Građevinska knjiga, Beograd, 1988.
- Energetske pretvorbe i bilance, Građevinska knjiga, Beograd, 1988.
- Energija i društvo, Građevinska knjiga, Beograd, 1988.
- Energija i okolina, Građevinska knjiga, Beograd, 1989.
- Energetika, Školska knjiga, Zagreb, 1993.
- Statisti u demokraciji, Čitanka za buduću povijest, Jesenski i Turk, Zagreb, 1999.
- Moralna praznina u Hrvatskoj, Vlastita naklada, Zagreb, 2001.
- Energetika i okoliš u globalizaciji, Vlastita naklada, Zagreb, 2002.
- Development and energy (prijevod s hrvatskog), Zagreb, 2000.
- Neodrživost održivog razvoja, Kigen, Zagreb, 2004.
- Elektroenergetski sustav, Kigen, Zagreb, 2005.
- Pad umjesto uspona - statisti u demokraciji (II. dio), Kigen, Zagreb, 2006.
- Nastojao sam biti..., Kigen, Zagreb, 2007.